# Ирска на Светском првенству у атлетици на отвореном 2015.
Ирска је на Светском првенству у атлетици на отвореном 2015. одржаном у Пекингу од 22. до 30. августа, учествовала петнаести пут, односно учествовала је на свим првенствима до данас. Репрезентацију Ирске представљало је 14 учесника (8 мушкараца и 6 жена) који су се такмичили у 10 дисциплина (6 мушких и 4 женске).,
На овом првенству Ирска није освојила ниједну медаљу али су њени такмичари оборили један национални рекорд и остварили један најбољи лични резултат сезоне. У табели успешности према броју и пласману такмичара који су учествовали у финалним такмичењима (првих 8 такмичара) Ирска је са једним учесником у финалу делила 57. место са 4 бода.
| Плас. | Земља | 1. место | 2. место | 3. место | 4. место | 5. место | 6. место | 7. место | 8. место | Бр. финал. | Бод. |
| ----- | ----- | -------- | -------- | -------- | -------- | -------- | -------- | -------- | -------- | ---------- | ---- |
| =57.  | Ирска | 0        | 0        | 0        | 0        | 1        | 0        | 0        | 0        | 1          | 4    |

## Учесници
| Мушкарци: - Марк Инглиш — 800 м, 4х400 м - Бен Рејнолдс — 110 м препоне - Томас Бар — 400 м препоне, 4х400 м - Брајан Греган — 4х400 м - Бриан Марфи — 4х400 м - Алек Рајт — 20 км ходање, 50 км ходање - Роберт Хефернан — 50 км ходање - Брендан Бојс — 50 км ходање | Жене: - Кели Пропер — 200 м - Ciara Everard — 800 м - Сара Луиз Треаци — 3.000 м препреке - Мишел Фин — 3.000 м препреке - Кери О'Флахерти — 3.000 м препреке - Тори Пена — Скок мотком |

## Резултати

### Мушкарци
| Атлетичар                                         | Дисциплина    | Лични рекорд | Квалификације            | Квалификације            | Полуфинале                                | Полуфинале           | Финале                   | Финале                   | Детаљи                                      |
| Атлетичар                                         | Дисциплина    | Лични рекорд | Резултат                 | Место                    | Резултат                                  | Место                | Резултат                 | Место                    | Детаљи                                      |
| ------------------------------------------------- | ------------- | ------------ | ------------------------ | ------------------------ | ----------------------------------------- | -------------------- | ------------------------ | ------------------------ | ------------------------------------------- |
| Марк Инглиш                                       | 800 м         | 1:44,84      | 1:46,69 кв               | 5. у гр. 3               | 1:45,55                                   | 5. у гр. 3           | Није се квалификовао     | 10 / 44 (45)             |                                             |
| Бен Рејнолдс                                      | 110 м препоне | 13,48        | 13,72                    | 7. у гр. 4               | Није се квалификовао                      | Није се квалификовао | Није се квалификовао     | 29 / 37 (43)             | Архивирано на веб-сајту (27. децембар 2015) |
| Томас Бар                                         | 400 м препоне | 48,65        | 49,20 КВ                 | 3. у гр. 4               | 48,71                                     | 3. у гр. 1           | Није се квалификовао     | 11 / 40 (44)             | Архивирано на веб-сајту (26. новембар 2015) |
| Брајан Греган Бриан Марфи Томас Бар2 Марк Инглиш2 | 4 х 400 м     | 3:01,67 НР   | 3:01,26 НР               | 8. у гр. 2               |                                           |                      | Нису се квалификовали    | 13 / 15 (16)             | Архивирано на веб-сајту (1. децембар 2015)  |
| Алек Рајт                                         | 20 км ходање  | 1:22:09      |                          |                          |                                           |                      | дисквалификован 10—15 км | дисквалификован 10—15 км | Архивирано на веб-сајту (23. август 2015)   |
| Роберт Хефернан                                   | 50 км ходање  | 3:37:54 НР   | 3:44:17 ЛРС              | 5 / 38 (54)              | Архивирано на веб-сајту (29. август 2015) |                      |                          |                          |                                             |
| Алек Рајт                                         | 50 км ходање  | 3:51:28      | није завршио трку        | није завршио трку        | Архивирано на веб-сајту (29. август 2015) |                      |                          |                          |                                             |
| Брендан Бојс                                      | 50 км ходање  | 3:48:55      | дисквалификован 35—40 км | дисквалификован 35—40 км | Архивирано на веб-сајту (29. август 2015) |                      |                          |                          |                                             |

• Такмичари у штафети означени бројем учествовали су и у појединачним дисциплинама

### Жене
| Атлетичарка      | Дисциплина       | Лични рекорд | Квалификације | Квалификације | Полуфинале            | Полуфинале                                  | Финале                | Финале       | Детаљи                                      |
| Атлетичарка      | Дисциплина       | Лични рекорд | Резултат      | Место         | Резултат              | Место                                       | Резултат              | Место        | Детаљи                                      |
| ---------------- | ---------------- | ------------ | ------------- | ------------- | --------------------- | ------------------------------------------- | --------------------- | ------------ | ------------------------------------------- |
| Кели Пропер      | 200 м            | 23,15        | 23,28         | 6. у гр. 3    | Нису се квалификовале | Нису се квалификовале                       | Нису се квалификовале | 32 / 49 (51) | Архивирано на веб-сајту (30. новембар 2015) |
| Ciara Everard    | 800 м            | 2:01,21      | 2:02,05       | 7. у гр. 4    | Нису се квалификовале | Нису се квалификовале                       | Нису се квалификовале | 40 / 44 (45) | Архивирано на веб-сајту (28. август 2015)   |
| Сара Луиз Треаци | 3.000 м препреке | 9:44,14      | 9:48,24       | 13. у гр. 2   |                       |                                             | Нису се квалификовале | 29 / 42 (45) | Архивирано на веб-сајту (15. децембар 2015) |
| Мишел Фин        | 3.000 м препреке | 9:43,34      | 9:55,27       | 9. у гр. 1    | 33 / 42 (45)          |                                             | Нису се квалификовале |              | Архивирано на веб-сајту (15. децембар 2015) |
| Кери О'Флахерти  | 3.000 м препреке | 9:42,61      | 10:05,10      | 13. у гр. 3   | 39 / 42 (45)          |                                             | Нису се квалификовале |              | Архивирано на веб-сајту (15. децембар 2015) |
| Тори Пена        | Скок мотком      | 4,60 НР      | 4,30          | 10. у гр. А   | 20 / 26 (29)          | Архивирано на веб-сајту (26. новембар 2015) | Нису се квалификовале |              |                                             |